# Elna Gistedt

Elna Gistedt (1912)

Elna Gistedt-Kiltynowicz (ur. 26 stycznia 1895 w Sztokholmie, zm. 26 października 1982 tamże) – szwedzka primadonna, gwiazda operetki.

## Życiorys
Urodziła się 26 stycznia 1895 roku w Sztokholmie, w rodzinie Ernsta i Marii z Welcherów. Ukończyła liceum żeńskie w Sztokholmie, studia śpiewacze w Sztokholmie, Berlinie i Petersburgu. Śpiewała główne role w operetkach I. Kálmána, F. Lehára, R. Stolza, J. Offenbacha i J. Straussa. Do Polski przyjechała w 1922 roku na dwutygodniowe występy gościnne i pozostała tu 22 lata. Występowała na scenach operetkowych, teatralnych i w kabaretach oraz w filmach, m.in. w polskim niemym filmie Rywale. Grała główną rolę w pierwszej polskiej komedii muzycznej Yacht Miłości, która miała premierę 21 października 1933 roku na scenie Teatru 8.30 w Warszawie.
Po wybuchu II wojny światowej pozostała w Polsce. W okupowanej Warszawie prowadziła kawiarnię „U Elny Gistedt”, mieszczącą się w pałacu Branickich przy ul. Nowy Świat 18. Występowała w niej, śpiewając arie z różnych operetek. Koncerty dawali tam także Jan Kreczmar i Lucyna Messal. Zatrudniała także Żydów, chroniąc ich w ten sposób przed wywózkami. Lokal był wykorzystywany przez polskie podziemie – na naradach bywali tu m.in. Kazimierz Moczarski i szwedzcy emisariusze. Chodziła na Gestapo, aby wstawiać się za kolegami z estrady. Przebrana za Żydówkę przemycała żywność i listy do getta. 
Jesienią 1942 roku ratowała polskie dzieci ze wsi Sobieszów na Zamojszczyźnie. Wykupiła 34 chorych dzieci, które przywiozła do Warszawy i wyleczone przekazała do rodzin zastępczych. Po upadku powstania warszawskiego znalazła się w obozie przejściowym w Pruszkowie. Po śmierci męża (z wyczerpania w obozie przejściowym) w 1944 roku wróciła do Szwecji. Nagłaśniała w tamtejszej prasie zbrodnie niemieckie. Kilkukrotnie jeszcze przyjeżdżała do Polski, w tym jako przedstawicielka szwedzkich organizacji pomocowych. W 1949 władze komunistyczne wyrzuciły ją z Polski. Ostatni raz Polskę odwiedziła w roku 1979. Od 1950 roku występowała w szwedzkim zespole operetkowym Gustawa Wernera, w 1952 roku przebywała w Londynie i Paryżu, śpiewała piosenki w Klubie Polskim. 
W 1946 roku napisała książkę autobiograficzną, która została przetłumaczona i wydana w Polsce w 1982 roku. Była miłośniczką brydża.
Od 24 sierpnia 1922 roku żona Witolda Kiltynowicza (zm. 1944), do 1939 właściciela fabryki dywanów. 
W 2021 roku odznaczona Medalem Virtus et Fraternitas. 

## Odbiór w kulturze
Gistedt i inni "warszawscy Szwedzi" (Carl Herslow, Sven Norman, Siegfried Häggberg) zostali opisani w filmie "Hitlers dödsdömda svenskar"  oraz w książce "Lista Szparkowskiego czyli szwedzka układanka".

## Filmografia
- 1925 – Rywale
- 1961 – Åsa-Nisse bland grevar och baroner(inne języki)
- 1961 – Lita på mej, älskling!(inne języki)
- 1968 – Sarons ros och gubbarna i Knohult(inne języki)
- 1970 – Reservatet(inne języki)
- 1972–1973 – Ett resande teatersällskap(inne języki) (Serial telewizyjny)